# Anne Arzenbacher
Anne Arzenbacher (* 1978) ist eine deutsche Schauspielerin. Bekannt wurde sie durch ihre Rolle als Meike Schwarz bei SOKO Leipzig. Außerdem spielt sie auch Theater.
Arzenbacher besuchte von 2000 bis 2003 die Schauspielschule des Europäischen Theaterinstituts Berlin.

## Filmografie
- 2003: Spur & Partner
- seit 2005: SOKO Leipzig (17 Folgen)
- 2008: Meine Liebe ist bei Dir[2]